# Nevrina verlainei
Nevrina verlainei là một loài bướm đêm trong họ Crambidae.